# تيد إليوت
تيد إليوت (بالإنجليزية: Ted Elliott)‏ هو كاتب سيناريو ومنتج أفلام أمريكي، ولد في 4 يوليو 1961 في سانتا آنا في الولايات المتحدة.

## وصلات خارجية
- تيد إليوت على موقع IMDb (الإنجليزية)
- تيد إليوت على موقع ميوزك برينز (الإنجليزية)
- تيد إليوت على موقع أول موفي (الإنجليزية)
- تيد إليوت على موقع بوكس أوفيس موجو (الإنجليزية)
- تيد إليوت على موقع قاعدة بيانات برودواي على الإنترنت (الإنجليزية)
- تيد إليوت على موقع قاعدة بيانات الفيلم (الإنجليزية)